# 프로브 백신
프로브 백신(Probe)은 대한민국의 포체인스가 만든 안티바이러스 백신 소프트웨어이다. 자체 개발한 포체인스의 ECHC 암호 솔루션을 탑재하고, AI 인공지능 기법을 사용해 기존의 악성코드 뿐만 아니라 신종 및 변종 악성코드까지 탐지하는 백신이다. 현재는 PC용 백신이 출시되어 이용 가능하다.
본사는 경기도 고양시 일산서구 킨텍스 제 2전시장 오피스동에 위치한다.

## 역사
- 무인 우주 탐사선이라는 의미와 우주처럼 큰 웹 세상에서 악성코드를 탐지한다는 의미를 담아 '프로브(Probe)'라고 이름을 붙였다. 누구나 사용할 수 있게 와디즈[1]를 통해 처음 선보인 백신 소프트웨어이다.

- 기존의 악성코드 및 멀웨어 데이터를 찾는 것에 한계점을 느낀 포체인스 Anti-Virus 연구팀은 악성코드 및 멀웨어 데이터]를 탐구하고자 하는 목표로 정의하고, 그것을 탐색하는 탐사선이 되고자 하는 마음으로 '프로브(Probe)' 라는 이름으로 연구를 시작했다. 기존 데이터들을 통하여 발견되지 않았던 악성코드 및 멀웨어 데이터를 찾기 위한 새로운 알고리즘 연구를 시작으로, Topological space를 활용한 feature selection 기법, 수학적 모델링을 통한 유사도를 계산하는 손실함수를 개발했다.

- 포체인스 대표 (이정훈)는 현재, 보안이 이슈인 요즘 다양한 사람들이 포체인스의 기술을 무료로 사용할 수 있도록 차별화된 바이러스 검색 방법 등을 기반으로 소프트웨어를 개발하게 되었으며, 수많은 바이러스들을 보다 더 정확하게 잡기 위한 프로브의 노력은 아직도 현재 진행 중이라고 밝혔다.

## 캐릭터
| 캐릭터          | 캐릭터 | 설명 |
| --------------- | ------ | --- |
| 백신 소프트웨어 |        | 우주는 지구에 있는 프로브 본부의 지시를 받아 우주행성으로 탐색하러갔고, 동료 우주선들이 바이러스에 걸려 싸우다 고장이 났다. 그러나 우주는 자가치료 기능을 발휘해서 살아남았고 바이러스를 전부 없애버리기 위해 돌아다니던 도중, 낙오된 탐사선(은하) 하나를 만나게 된다. 우주는 잔소리하는 것을 좋아하며 바이러스를 극도로 싫어한다고 한다. 또한, 아이큐가 너무 높아서 측정불가라고 뜬 적이 있다.                                                |
| 압축 소프트웨어 |        | 은하는 원래 엘리트 탐사선이었지만, 동료 탐사선의 배신으로 우주행성에서 낙오가 되어 그 사고로 안테나가 휘어버리는 바람에 오류가 났다. 우연히 낙오지에서 우주선(우주)을 만나 같이 탐색하며 다니게 된다. 은하의 휘어진 안테나가 우주선을 만나 함께한 순간부터 오류가 나지 않아 완벽하게 일을 소화해낼 수 있다고 한다. 은하는 퍼즐 맞추는걸 좋아하며 사람으로 오해받거나 잔소리 듣는걸 싫어한다고 한다. 또한, 쿠션같이 말랑말랑한게 매력 포인트다. |

## 주요 기능
- 빠른 검사: C드라이브, 다운로드 파일 등 중요/바이러스에 취약 영역을 검사한다.
- 정밀 검사 : 원하는 영역을 선택해, 세부적으로 검사한다.
- 스마트 검사 : 빠른 검사와 PC최적화를 동시에 진행한다.
- PC 최적화 : 임시파일, 백업 파일 등 확장자 내에 불필요한 파일을 삭제하여 메모리를 확보한다.
- 검역소 : 중요한 정보가 들어있는 파일에 대한 바이러스를 치료하는 경우, 백업 및 보관 공간으로 사용 가능하다.
- 다크모드 : 인터페이스를 어둡게 만들어 블루라이트를 차단하고 눈의 피로를 덜어주는 모드이다.

## 기능과 장점
- ECHC 암호화 탑재 : 암호화가 탑재되지 않은 백신 소프트웨어는 외부의 Data Base 공격으로부터 취약하지만, '프로브(Probe)'는 포체인스가 자체 개발한 'ECHC 암호 솔루션'을 탑재하여 Data Base를 암호화하여 외부의 공격을 방어할 수 있다.

- 탐색 범위 확장 : Machine learning 기법의 수치를 더 세밀하게 변경하여 향상된 수준의 악성코드 탐색 기능을 제공하며, 추가적인 악성코드 탐지 기능을 탑재했다.
- PC최적화 PLUS : 기존 PC최적화보다 34개의 확장자가 추가되어 불필요한 파일을 삭제하며, 메모리를 확보할 수 있다.
- 실시간 이상 탐지 : 자사의 유사도 알고리즘을 적용한 Machine learning 기법을 활용해 이상 Log Data를 실시간으로 탐지하여 기업 및 일반 사용자의 백신 기능을 강화할 수 있다.

이 외에도 다양한 기능 및 장점이 있다.
자세한 내용은 프로브 웹사이트 및 프로브(Probe) 백신 와디즈 홈페이지에서 확인 가능하다.

## 주의사항
프로브 백신은 하나의 PC에서 여러 개의 백신을 동시에 사용하는 경우 정상적으로 진행되지 않거나 오류가 발생할 수 있으므로, PC의 안정적인 시스템 운영을 위해 하나의 PC에서는 하나의 백신을 사용하는 것을 권장하고 있다.

## 같이 보기
- 백신 프로그램
- 포체인스
- FCTS